# Фернебуфьерден
Фернебуфьерден (швед. Färnebofjärden) — национальный парк в Швеции, разделенный, в основном, между ленами Уппсала и Евлеборг (небольшие участки парка относятся к ленам Даларна и Вестманланд). Парк расположен в долине реки Далэльвен. Её неровная береговая линия окаймляет более 200 больших островов и маленьких островков.

## Природа
Дальэльвен, текущая по равнинам Уппланда и южного Естрикланда, имеет очень маленький уклон, в результате чего растекается и образует широкие, мелкие озёра, разделённые порогами. Фернебуфьерден — одно из этих озёр. По всему течению реки природа формируется под сильным влиянием паводков, когда значительные территории оказываются под водой. Вода составляет 4100 га из 10100 га парка. Оставшаяся территория состоит из нескольких сотен островков, разбросанных по реке.
По Дальэльвен проходит т.н. «Limes norrlandicus», граница, разделяющая северные болота и хвойные леса и южные лиственные. Это является причиной крайнего разнообразия видов в долине реки. Более 100 видов птиц постоянно гнездятся на территории парка.
Главный вход в парк находится в Севедскварн южнее Йюсинге. Около Шекарсбу есть наблюдательная вышка.